# Everardo Mercuriano
Everard Lardinois , más conocido como Everardo Mercuriano (Marcourt, Luxemburgo, 1514-Roma, 1 de agosto de 1580). Tomó su nombre de su pueblo natal (Mercurianus, en latín). Fue un religioso valón, el cuarto General de la Compañía de Jesús. Sucedió al mando de la Compañía a san Francisco de Borja. Conoció a los primeros jesuitas en la Universidad de París. 

## Biografía
Tras su ingreso en la Compañía  fue destinado como ministro de la casa generalicia de Roma; allí conoció al fundador san Ignacio de Loyola, quien se fijó en sus talentos. Se le confió el oficio de ministro de la casa y luego, en los gobiernos de Laínez y Francisco de Borja, tareas de mayor responsabilidad. A la muerte del duque de Borja, su nombre fue apoyado por un sector como posible padre general.

### Hechos de su Gobierno
Después de una tormentosa Congregación General III, Gregorio XIII, sin exigirlo, impuso un general jesuita no español. Las maniobras de los portugueses, controladas desde Lisboa, fueron para evitar la elección del Padre Juan Alfonso de Polanco, el secretario personal de los primeros tres generales, dada su condición de cristiano nuevo. Este penoso incidente, que causó gran descontento y oposición entre gran número de los jesuitas españoles, no pasó a mayores gracias a la nobleza de Polanco; pero sembró la semilla de una gran crisis en la Sociedad de Jesús durante el generalato de Aquaviva. En todo caso, el electo, Everardo Mercuriano llegó con una importante experiencia administrativa. 
El nuevo general empleó sus grandes dotes de gobierno en dos campos:
- Composición de reglas para provinciales, rectores, ministros, etc.; surgieron así el “Resumen de las Constituciones” y las “Reglas Comunes”, así como las reglas de cada oficio (1577)
- Selección, evaluación y síntesis de las directrices y normas de los colegios. La contribución de Diego Ledezma fue valiosa.

Se acelera el avance de la Sociedad de Jesús. De 3905 sujetos a la muerte de Borja, pasaron a 5165 en 1579, repartidos en 18 provincias, 199 casas (10 profesas, 33 residencias, 144 colegios y 12 noviciados). Por deseo del papa, la Compañía mantuvo los seminarios y aceptó los colegios Inglés e Ilírico, pero se cerraron otros.

Al padre Tolet se le confió la tarea de obtener la sumisión del cismático Michael Baius a la Santa Sede; tuvo éxito, pero provocó el odio de sus partidarios. Mercuriano tuvo que enfrentar ciertas desviaciones rigoristas en España y Portugal. Para ello, insistió en los métodos de oración contenidos en los Ejercicios. También en la península surgió una demanda para reformar la Compañía (D. Vázquez), refutada por Ribadeneyra.

Tuvo el prepósito un valiente interés por las misiones: estableció las misiones maronita e inglesa, enviando a la isla a Campion y a Pearsons. Envió personal a abrir colegios en Europa Septentrional y Oriental (Hungría, Transilvania y Polonia). Destinó a Possevino a una difícil misión en Suecia y al organizador Valignano y al erudito Mateo Ricci a las misiones de Oriente.

### Legado
Este prudente gobierno se caracterizó por medidas, quizá no originales, pero sí orientadas a precisar mejor lo que era conforme al fin fundacional de la Compañía y al espíritu del Fundador (M. Fois SJ). Consolidó la reforma oracional de su antecesor, aseguró la vida religiosa de los jesuitas por medio de Reglas. En algunas decisiones aplicó la máxima ignaciana: «el bien a más universal es más divino».

## Muerte
Murió, durante la epidemia de gripe de 1580 mientras visitaba a los enfermos en sus casas. Fue enterrado en la Iglesia de San Andrés del Quirinal, en ese momento la iglesia del Noviciado. Posteriormente, sus restos fueron trasladados al osario en la cripta de la Iglesia del Gesù.